# Yakutsk
Yakutsk (en ruso: Якутск; en yakuto: Дьокуускай, Jokūskaĭ) es la capital de la República de Sajá, en Siberia oriental, Rusia. La ciudad está situada a unos 450 kilómetros del círculo polar ártico y su población es de 378 549 habitantes (según Сахастата a 1 de enero de 2023), la ciudad más poblada en el noreste de Rusia y la tercera ciudad del Lejano Oriente en términos de población (después de Vladivostok y Jabárovsk).
Yakutsk se encuentra en las llanuras del valle del río Lena, del que es su principal puerto, y es un importante centro cultural, científico y económico de la región. En la ciudad se encuentra la Universidad Federal del Noreste, el Aeropuerto de Yakutsk y el pequeño Aeropuerto de Magan.

## Historia

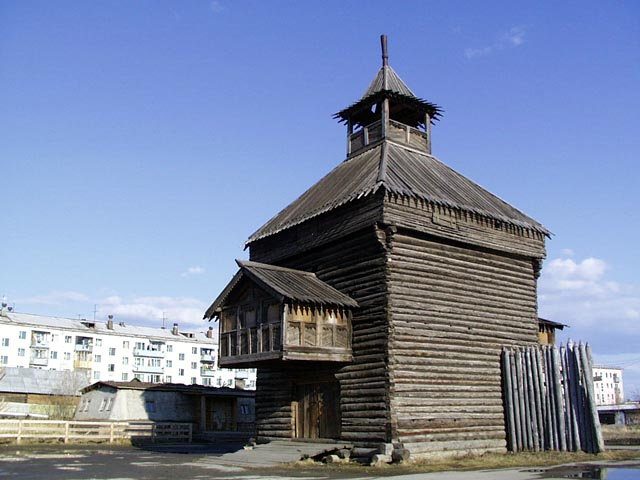
La Torre de Ostrog, construida en 1683.

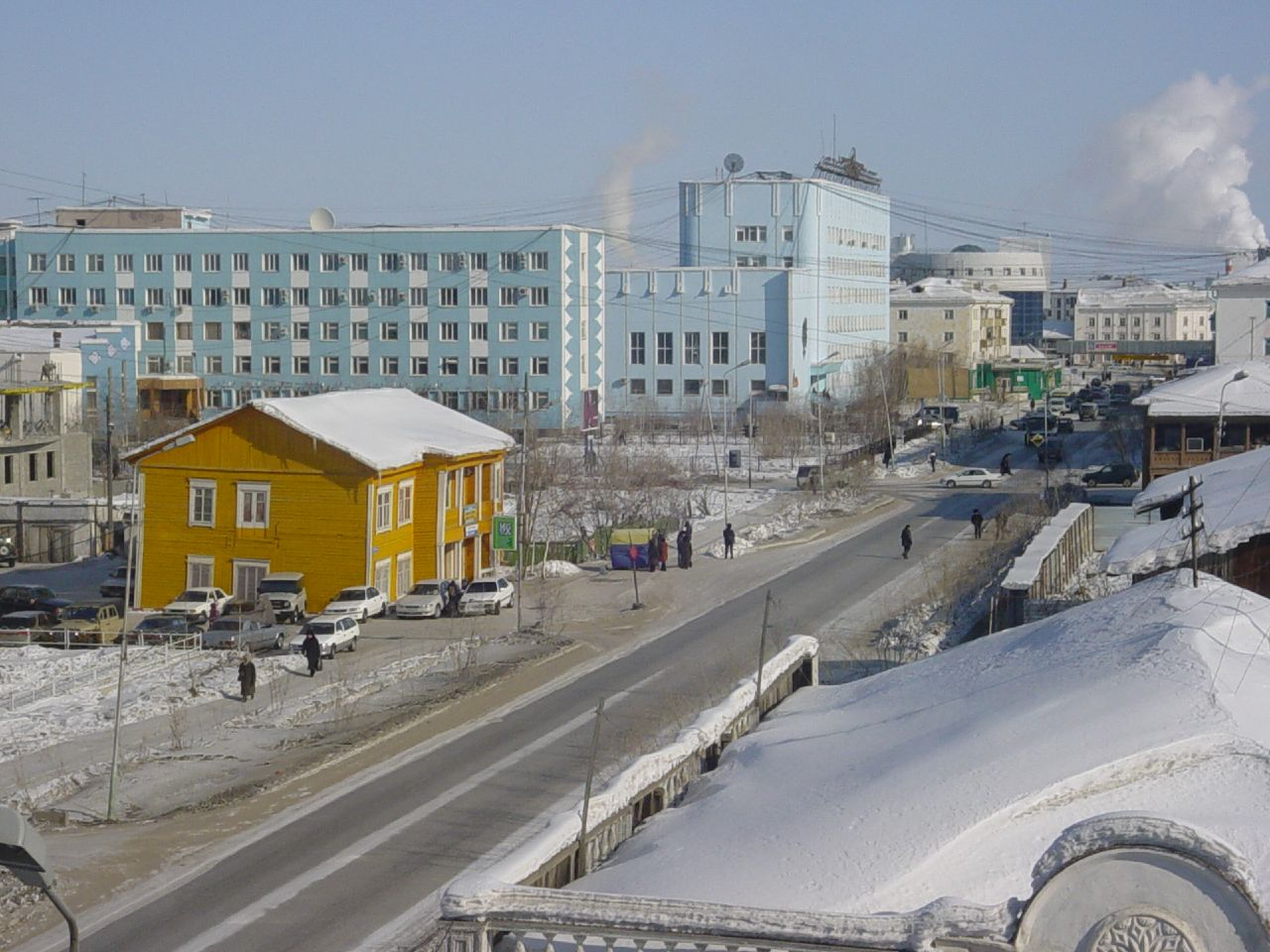
Panorama invernal en Yakutsk.

El pueblo túrquico de los Saja, también conocidos como yakutos, emigraron a la zona en los siglos XIII y XV de otras partes de Siberia debido al inminente levantamiento militar de los mongoles. Cuando llegaron se mezclaron con otros siberianos indígenas de la zona. La Yakutsk rusa fue fundada en 1632 como un ostrog (fuerte cosaco) por Piotr Bekétov. En 1639, se convirtió en el centro de una voivodstvo. El voivoda de Yakutsk rápidamente se convirtió en el funcionario ruso más importante en la región y dirigió la expansión hacia el este y el sur del Imperio ruso.
Yakutsk no se constituyó verdaderamente en una ciudad hasta el descubrimiento de las reservas de oro y otros minerales en Siberia a finales del siglo XIX. Estas reservas fueron explotadas de forma intensiva durante la industrialización de la Unión Soviética bajo el mandato de Iósif Stalin, lo que contribuyó al desarrollo urbano de Yakutsk. El rápido crecimiento de los campos de trabajos forzados en Siberia también fue un factor importante en el fomento del desarrollo de la ciudad. Actualmente Yakutsk es la ciudad más poblada de la Siberia nororiental y es el centro de una vasta región: la República de Sajá (Yakutia).

## Geografía
Yakutsk está situada en el valle de Tuymaada, en la orilla izquierda del río Lena, en su curso medio, uno de los más importantes de Siberia y más largos del mundo, entre 92 y 103 metros de altura, al este de la Meseta central siberiana. Yakutsk es una ciudad importante de la zona, al ser la más habitada. Hay varios paralelos al norte de los 62 grados de latitud norte, por lo que en el verano hay un largo período de las denominadas «noches blancas», y en invierno la luz del día dura apenas 3-4 horas. Yakutsk es la ciudad más grande ubicada en zona de permafrost.

### Clima
Con un clima subártico extremo (Clasificación climática de Köppen: Dfd), Yakutsk es una de las ciudades más frías de la Tierra, con una temperatura media anual de -12 °C y solo cinco meses por encima de 0 °C, de mayo a septiembre. La media de enero es de -41 °C y la de julio de 18 °C, por lo que la oscilación anual es muy grande, 59 °C, de las más altas del planeta. Las máximas en julio han llegado a rebasar en alguna ocasión los 33 °C. Las precipitaciones anuales son tan sólo de 235 mm y concentradas en los meses de verano, por lo que las nevadas, aunque persistentes, suelen ser poco intensas.
Las temperaturas más bajas jamás registradas en el planeta fuera de la Antártida se produjeron en la cuenca del río Yana, al noreste de Yakutsk. Aunque los inviernos son largos y muy fríos, los veranos son cálidos pero cortos, con temperaturas máximas diarias en ocasiones superiores a 30 °C, lo que hace que las diferencias estacionales de temperatura para la región sean de las más grandes del mundo. La temperatura más baja registrada en Yakutsk fue -64,4 °C y la más alta fue de 38,4 °C. Yakutsk es la ciudad más grande construida sobre permafrost continuo y la mayoría de las casas están levantadas sobre pilotes de hormigón.
| Parámetros climáticos promedio de Yakutsk (1991 a 2020) | Parámetros climáticos promedio de Yakutsk (1991 a 2020) | Parámetros climáticos promedio de Yakutsk (1991 a 2020) | Parámetros climáticos promedio de Yakutsk (1991 a 2020) | Parámetros climáticos promedio de Yakutsk (1991 a 2020) | Parámetros climáticos promedio de Yakutsk (1991 a 2020) | Parámetros climáticos promedio de Yakutsk (1991 a 2020) | Parámetros climáticos promedio de Yakutsk (1991 a 2020) | Parámetros climáticos promedio de Yakutsk (1991 a 2020) | Parámetros climáticos promedio de Yakutsk (1991 a 2020) | Parámetros climáticos promedio de Yakutsk (1991 a 2020) | Parámetros climáticos promedio de Yakutsk (1991 a 2020) | Parámetros climáticos promedio de Yakutsk (1991 a 2020) | Parámetros climáticos promedio de Yakutsk (1991 a 2020) |
| Mes                                                     | Ene.                                                    | Feb.                                                    | Mar.                                                    | Abr.                                                    | May.                                                    | Jun.                                                    | Jul.                                                    | Ago.                                                    | Sep.                                                    | Oct.                                                    | Nov.                                                    | Dic.                                                    | Anual                                                   |
| ------------------------------------------------------- | ------------------------------------------------------- | ------------------------------------------------------- | ------------------------------------------------------- | ------------------------------------------------------- | ------------------------------------------------------- | ------------------------------------------------------- | ------------------------------------------------------- | ------------------------------------------------------- | ------------------------------------------------------- | ------------------------------------------------------- | ------------------------------------------------------- | ------------------------------------------------------- | ------------------------------------------------------- |
| Temp. máx. abs. (°C)                                    | -5.8                                                    | -2.2                                                    | 8.3                                                     | 21.1                                                    | 31.1                                                    | 35.4                                                    | 38.4                                                    | 35.4                                                    | 27.0                                                    | 18.6                                                    | 3.9                                                     | -3.9                                                    | 38.4                                                    |
| Temp. máx. media (°C)                                   | -34.0                                                   | -27.9                                                   | -11.6                                                   | 2.6                                                     | 13.8                                                    | 23.1                                                    | 25.8                                                    | 21.8                                                    | 11.9                                                    | -3.0                                                    | -22.3                                                   | -34.4                                                   | -2.9                                                    |
| Temp. media (°C)                                        | -36.9                                                   | -32.9                                                   | -19.1                                                   | -3.7                                                    | 8.0                                                     | 17.0                                                    | 19.9                                                    | 15.6                                                    | 6.4                                                     | -6.9                                                    | -25.9                                                   | -37.0                                                   | -8                                                      |
| Temp. mín. media (°C)                                   | -39.8                                                   | -37.2                                                   | -26.0                                                   | -10.4                                                   | 1.5                                                     | 9.8                                                     | 13.1                                                    | 9.3                                                     | 1.3                                                     | -11.0                                                   | -29.6                                                   | -39.5                                                   | -13.2                                                   |
| Temp. mín. abs. (°C)                                    | -63.0                                                   | -64.4                                                   | -54.9                                                   | -41.0                                                   | -18.1                                                   | -4.5                                                    | -1.5                                                    | -7.8                                                    | -14.2                                                   | -40.9                                                   | -54.5                                                   | -59.8                                                   | -64.4                                                   |
| Precipitación total (mm)                                | 10                                                      | 9                                                       | 6                                                       | 8                                                       | 20                                                      | 30                                                      | 40                                                      | 37                                                      | 30                                                      | 19                                                      | 17                                                      | 9                                                       | 235                                                     |
| Nevadas (cm)                                            | 31                                                      | 28                                                      | 31                                                      | 26                                                      | 1                                                       | 0                                                       | 0                                                       | 0                                                       | 1                                                       | 19                                                      | 29                                                      | 30                                                      | 196                                                     |
| Días de lluvias (≥ 1 mm)                                | 0                                                       | 0                                                       | 0.1                                                     | 3                                                       | 14                                                      | 16                                                      | 15                                                      | 15                                                      | 16                                                      | 4                                                       | 0.1                                                     | 0                                                       | 83.2                                                    |
| Días de nevadas (≥ 1 mm)                                | 28                                                      | 28                                                      | 17                                                      | 10                                                      | 5                                                       | 0.3                                                     | 0.03                                                    | 0                                                       | 4                                                       | 25                                                      | 28                                                      | 27                                                      | 172.3                                                   |
| Horas de sol                                            | 19                                                      | 97                                                      | 234                                                     | 274                                                     | 303                                                     | 333                                                     | 347                                                     | 273                                                     | 174                                                     | 106                                                     | 59                                                      | 12                                                      | 2231                                                    |
| Humedad relativa (%)                                    | 76                                                      | 76                                                      | 70                                                      | 60                                                      | 54                                                      | 57                                                      | 62                                                      | 67                                                      | 72                                                      | 78                                                      | 78                                                      | 76                                                      | 68.8                                                    |
| Fuente n.º 1: Погода и Климат                           |                                                         |                                                         |                                                         |                                                         |                                                         |                                                         |                                                         |                                                         |                                                         |                                                         |                                                         |                                                         |                                                         |
| Fuente n.º 2: NOAA                                      |                                                         |                                                         |                                                         |                                                         |                                                         |                                                         |                                                         |                                                         |                                                         |                                                         |                                                         |                                                         |                                                         |

## Demografía
De los 378 549 habitantes que componen Yakutsk, el 59,2 % son yakutos, el 26,4 % son rusos, el 3,4 % son kirguises, el 1,9 % son evenkis y el 9 % restante son de otras etnias, como tayikos, armenios o ucranianos.

## Economía
En la ciudad existen oficinas de muchas compañías mineras, incluidas las de ALROSA, cuyas minas de diamantes de Yakutia producen el 20 % del comercio mundial de este recurso. La aerolínea Yakutia Airlines tiene su sede en la ciudad.

## Transporte

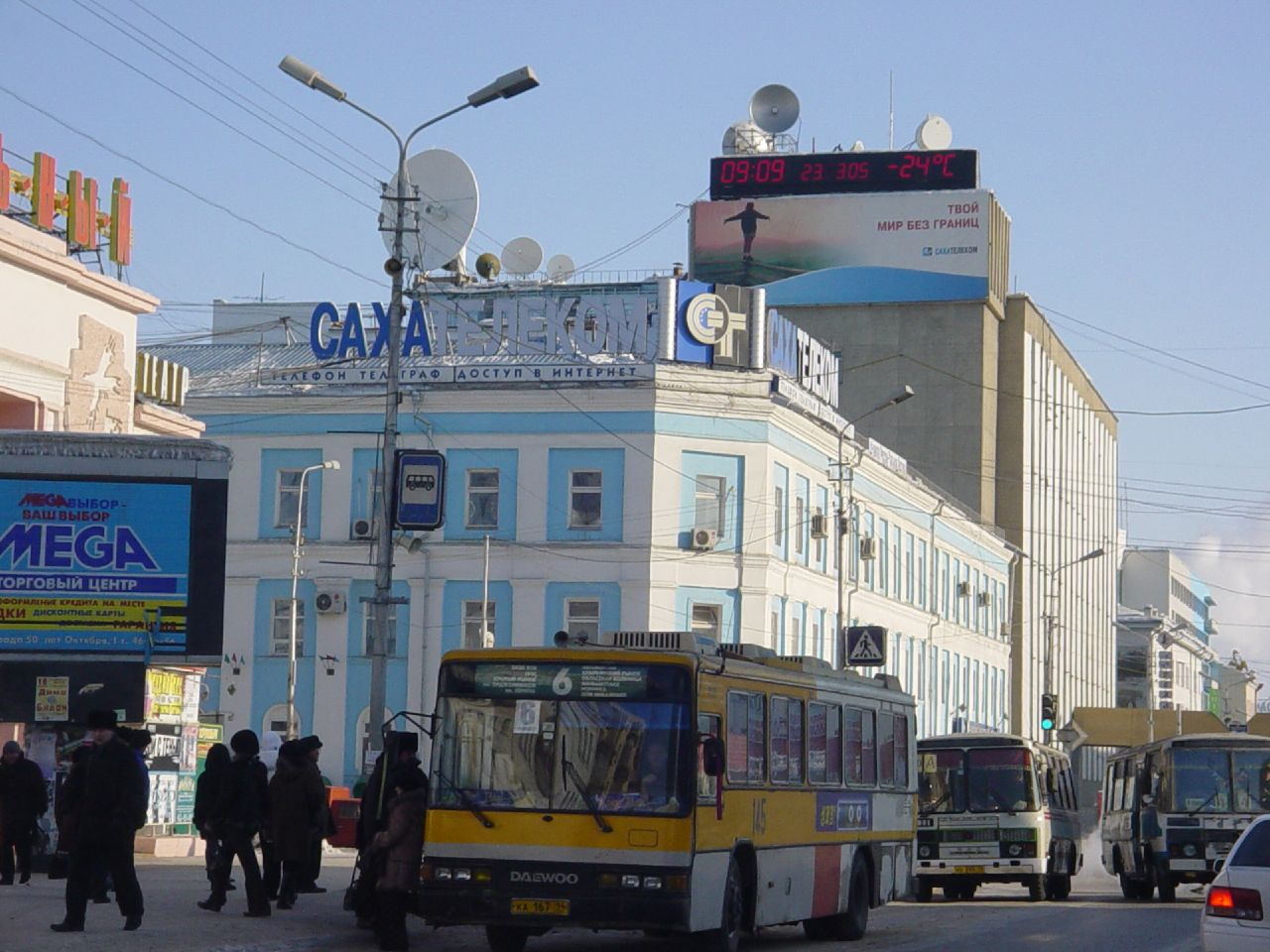
Autobuses en el centro de Yakutsk.

Yakutsk es un destino en la carretera de Lena. La conexión de la ciudad con la carretera sólo es accesible por ferry en el verano, o en pleno invierno, directamente sobre el congelado río Lena, ya que Yakutsk se encuentra en su totalidad en su margen occidental, y no hay un puente en cualquier parte de la República de Sajá que atraviese el Lena. El río es intransitable durante largos períodos del año cuando contiene hielo suelto o cuando la capa de hielo no es lo suficientemente gruesa como para soportar el tráfico, o cuando el nivel de agua es demasiado alto y el río turbulento soporta las inundaciones de primavera. La carretera termina en la orilla oriental de Lena en Nizhni Bestyaj (Нижний Бестях), un asentamiento de tipo urbano de unos 4000 habitantes. Yakutsk está conectado con Magadán por la autopista de Kolymá.
Está programada la construcción de un ferrocarril de doble uso y un puente sobre la carretera de Lena. Cuando el ferrocarril Amur-Yakutsk y el ferrocarril Norte-Sur se extiendan desde el sur, finalmente se conectará la ciudad con el ferrocarril Baikal-Amur. El ferrocarril llegó a la población de Nizhni Bestyaj, en la orilla opuesta del Lena de Yakutsk, en noviembre de 2011.
El futuro ferrocarril y la carretera del puente combinado será de más de tres km de largo y construido 40 km río arriba en Tabaga, donde el río se estrecha y no crea una zona amplia inundable en primavera. En pleno invierno, el helado Lena hace de carretera transitable para los camioneros del hielo utilizando su canal para entregar provisiones a remotos puestos de avanzada. Yakutsk también está conectada a otras partes de Rusia por el Aeropuerto de Yakutsk.

## Educación
La Universidad Estatal de Yakutsk es una de las diez universidades federales de Rusia y fue fundada en 1956, aunque fue recientemente reestructurada. Existe también una rama de la Academia de Ciencias de Rusia, que contiene, entre otras instituciones, el Instituto de Investigación Cosmofísicas, que dirige la cascada atmosférica extensa de Yakutsk (uno de los más grandes conjuntos de detectores de rayos cósmicos en el mundo), y el Instituto de Investigación del Permafrost, que se desarrolló con el objetivo de resolver los graves y costosos problemas asociados a la construcción de edificaciones en suelo congelado.
La ciudad también es sede del Instituto de Investigación Humanitaria y de los Pueblos Indígenas del Norte (IGR y PMN), el Instituto de Diamantes y Metales Preciosos (IGABM), la Academia Estatal de Agricultura de Yakutsk, la Universidad Federal del Noreste (YSU), la Academia Pedagógica Estatal de Yakutsk, la Universidad Estatal de Ingeniería y Tecnología de Yakutsk, el Instituto Estatal de Arte y Cultura del Ártico o el Instituto de Derecho y Economía de Yakutsk (rama de la Academia de Relaciones Laborales y Sociales de Moscú).
En los niveles de primaria y secundaria, la ciudad tiene un número de Escuelas Asociadas de la UNESCO, entre ellos el Colegio de Saja-turco, Escuela de Saja-francés, Escuela de Saja-coreana, y la Escuela n.º 16.

## Cultura

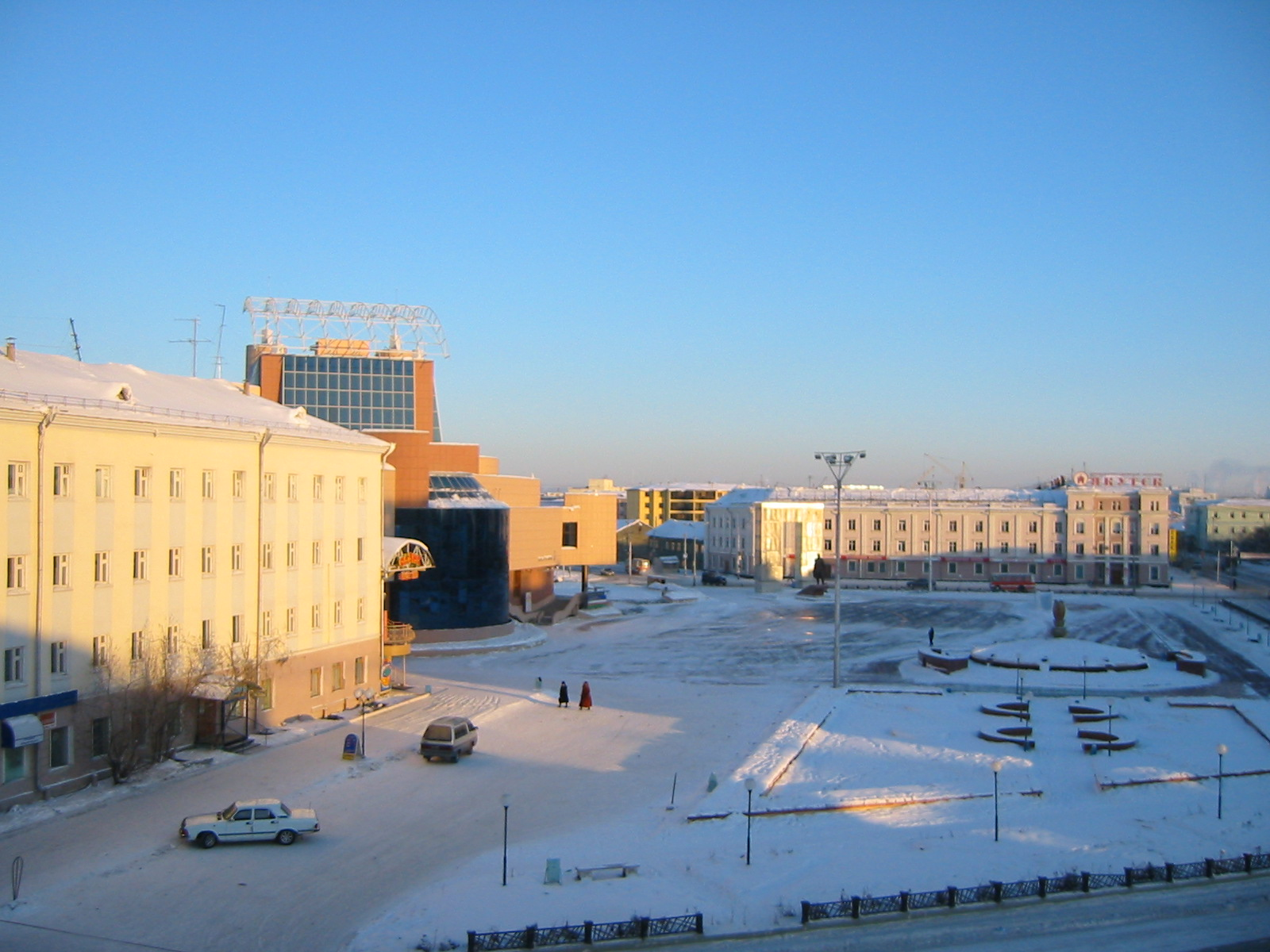
El Teatro de Sajá.

Entre las instituciones culturales más importantes destacan el Teatro de Sajá, la Academia Estatal de Teatro Dramático Ruso Pushkin, la Ópera y Ballet de la República de Sajá, la Danza de Teatro Nacional de la República de Sajá y la Unión de Escritores de la República de Saja (Yakutia).
En Yakutsk hay numerosos museos entre los que sobresalen el Museo del Mamut, el Museo Nacional de Arte de Sajá (Yakutia), el Museo Yaroslavsky de Historia y Cultura de los Pueblos Unidos del Norte, el Museo Universitario Estatal de Numismática, el Museo Literario Oiunskii, la Casa-Museo "Historia del exilio político en Yakutia", el Museo de Arqueología, Etnografía y escuela secundaria, el Museo de Historia de las Comunicaciones de Yakutia, el Museo del Folklore y Música de Yakutia o la Galería de Arte de Europa Occidental.
La ciudad celebra en febrero el Festival Internacional de Cine de Yakutsk, un evento emergente que reúne a personalidades del cine de todo el mundo.
En septiembre de 2020, el Centro de cultura y arte contemporáneo Gagarin se inauguró en el distrito de Gagarin de Yakutsk.